# Прокопьево (Марий Эл)
Прокопьево (мар. Кугу почиҥга) — деревня в Советском районе Республики Марий Эл. Входит в состав Кужмаринского сельского поселения.

## География
Находится в центральной части республики Марий Эл на расстоянии приблизительно 7 км по прямой на северо-запад от районного центра посёлка Советский.

## История
Возникла в середине XIX века. В 1886 году здесь было 6 домов с населением 21 мужчин. Перед Великой Отечественной войной в деревне проживали 160 человек. В 2004 года в Прокопьеве оставалось 25 домов. В советское время работали колхозы «Шуля» и имени Кирова.

## Население
Население составляло 83 человека (мари 96 %) в 2002 году, 80 в 2010.